# Gareth Vaughan Williams
Gareth „Graff“ Vaughan Williams (* 1965 in Windlesham, England, Vereinigtes Königreich) ist ein US-amerikanischer und aus dem Vereinigten Königreich stammender Astronom, der bis zu seinem Ruhestand im Februar 2020 als stellvertretender Direktor des Minor Planet Center (MPC), einer Institution der Internationalen Astronomischen Union, tätig war.

## Tätigkeit
Williams arbeitete von Januar 1990 bis Februar 2020 im Minor Planet Center und war damit einer der längstdienenden dortigen Mitarbeiter. Er ist Mitglied der Internationalen Astronomischen Union und war auf einigen Komitees und Arbeitsgruppen Repräsentant des Minor Planet Centers, einschließlich der Working Group on Planetary System Nomenclature. Er ist Geschäftsführer der Working Group on Small Body Nomenclature.
Williams erreichte seinen Bachelor in Astronomie an der University College London, und seinen Ph.D. 2013 an der Fernuniversität The Open University.
Auf Researchgate, einem kommerziellen sozialen Netzwerk einer Wissenschaftsdatenbank für Forscher, sind 1479 Publikationen von Gareth Vaughan Williams gelistet und Williams ist als Mitarbeiter des Harvard-Smithsonian Center for Astrophysics (Division of Solar, Stellar, and Planetary Sciences) beschrieben.
Am 11. Februar 2020 gab das Minor Planet Center bekannt, dass Gareth Vaughan Williams als stellvertretender Direktor zurücktritt.

### Asteroiden
Er identifizierte (12126) 1999 RM11 als den ersten beobachteten Jupiter-Trojaner – der Asteroid war nur in einer Nacht von Edward Barnard gesehen worden. Barnards Beobachtungen, von denen er anfangs glaubte, dass sie zum Saturnmond (Phoebe) gehörten, reichten aus, um zu zeigen, dass das Objekt weit entfernt war, aber er verfolgte es nicht weiter. Der erste als Jupiter-Trojaner entdeckte Asteroid war (588) Achilles 1906.
Für den Asteroiden 2004 FH (ein Asteroid des Aten-Typs) berechneten Williams und seine Mitarbeiter bei der Auswertung der Entdeckung, dass dieser die Erde nicht treffen würde – was dann auch eintrat – der Asteroid näherte sich der Erde bis auf 43.000 Kilometer.
Einige bereits nummerierte Asteroiden (die Nummerierung begann mit (1) Ceres) waren seit ihrer Entdeckung nicht mehr aufzuspüren gewesen. Ende der 1970er-Jahre waren es noch über 20, 1990 – als Williams zum Minor Planet Center kam – nur noch zwei. 1991 entdeckte er den ersten der zwei: (878) Mildred. Der zweite verloren gegangene Asteroid war (719) Albert; Williams hatte schon als Kind davon geträumt, (719) Albert wiederzuentdecken. 2000 nahm sich Williams des neu entdeckten astronomischen Objektes 2000 JW8 an – dieses stellte sich als (719) Albert heraus.
2015 gab Williams die Entdeckung von 2015 HP116 bekannt – ein Asteroid von rund einem Meter Durchmesser, der zumindest bis März 2019 das Erde-Mond-System umkreisen dürfte, was es zumindest temporär zu einem Erdmond machen würde. 13 Stunden später stellte sich heraus, dass dieses Objekt die Raumsonde Gaia ist.

## Auszeichnungen und Ehrungen
Der Asteroid des äußeren Hauptgürtels (3202) Graff, der zur Hilda-Familie gehört und von Max Wolf an der Landessternwarte Heidelberg-Königstuhl 1908 entdeckt wurde, wurde am 10. April 1990 nach Gareth Vaughan Williams benannt.